# Liste der Naturdenkmale in Wechselburg
Die Liste der Naturdenkmale in Wechselburg nennt die Naturdenkmale in Wechselburg im sächsischen Landkreis Mittelsachsen.

## Definition
„Naturdenkmäler sind rechtsverbindlich festgesetzte Einzelschöpfungen der Natur oder entsprechende Flächen bis zu fünf Hektar, deren besonderer Schutz erforderlich ist
1. aus wissenschaftlichen, naturgeschichtlichen oder landeskundlichen Gründen oder
2. wegen ihrer Seltenheit, Eigenart oder Schönheit.“

„§ 18 – Naturdenkmäler – (zu § 28 BNatSchG)
(1) Die Erklärung nach § 22 Abs. 1 BNatSchG von Teilen von Natur und Landschaft als Naturdenkmal erfolgt durch Rechtsverordnung oder Einzelanordnung.
(2) Über § 28 Abs. 1 BNatSchG hinaus können Naturdenkmäler zur Sicherung von Lebensgemeinschaften oder Lebensstätten von im Bestand gefährdeten oder streng geschützten Arten festgesetzt werden.“

## Naturdenkmale
Link zu einem Kartenansichtstool, um Koordinaten zu setzen.
| Bild                          | Bezeichnung                               | Lage                                           | Beschreibung                 | Datum | Nummer  |
| ----------------------------- | ----------------------------------------- | ---------------------------------------------- | ---------------------------- | --- | ------- |
| mehr Fotos \| Fotos hochladen | Winter-Linde in Göhren                    | Göhren (50° 58′ 51″ N, 12° 45′ 59″ O)          | Winterlinde – Tilia cordata  | Verordnung des Landratsamtes Mittelsachsen zur Festsetzung von Naturdenkmalen im Landkreis Mittelsachsen vom 28. September 2012 | ND 079  |
| mehr Fotos \| Fotos hochladen | Hainbuche in Göhren                       | Göhren (50° 59′ 4,8″ N, 12° 45′ 43″ O)         | Hainbuche – Carpinus betulus | Verordnung des Landratsamtes Mittelsachsen zur Festsetzung von Naturdenkmalen im Landkreis Mittelsachsen vom 28. September 2012 | ND 080  |
| mehr Fotos \| Fotos hochladen | Stiel-Eiche bei Wechselburg               | Wechselburg (51° 0′ 17,8″ N, 12° 45′ 59,8″ O)  | Stieleiche – Quercus robur   | Verordnung des Landratsamtes Mittelsachsen zur Festsetzung von Naturdenkmalen im Landkreis Mittelsachsen vom 28. September 2012 | ND 103  |
| mehr Fotos \| Fotos hochladen | Flaum-Eiche in Wechselburg                | Wechselburg (51° 0′ 19″ N, 12° 46′ 35,5″ O)    | Flaum-Eiche – Quercus        | Verordnung des Landratsamtes Mittelsachsen zur Festsetzung von Naturdenkmalen im Landkreis Mittelsachsen vom 28. September 2012 | ND 105  |
| mehr Fotos \| Fotos hochladen | Eulenkluft Wechselburg                    | Wechselburg (51° 0′ 34,7″ N, 12° 46′ 8,5″ O)   | FND                          | 3.06.1994 | fg: 102 |
| BW                            | Trockenhang an der Finkenmühle            | Wechselburg (51° 0′ 13,2″ N, 12° 45′ 50,8″ O)  | FND                          | 3.06.1994 | fg: 103 |
| BW                            | Krietzschberg Wechselburg                 | Wechselburg (50° 59′ 55,6″ N, 12° 45′ 23,6″ O) | FND                          | 3.06.1994 | fg: 104 |
| BW                            | Eichengruppen links der Mulde Wechselburg | Wechselburg (51° 0′ 19,7″ N, 12° 45′ 56,1″ O)  | FND                          | 3.06.1994 | fg: 105 |
| BW                            | Söllichaubach Wechselburg                 | Wechselburg (51° 0′ 42,5″ N, 12° 45′ 29,9″ O)  | FND                          | 3.06.1994 | fg: 106 |
| BW                            | Dölitzschbach Wechselburg                 | Wechselburg (51° 0′ 9,2″ N, 12° 45′ 37,3″ O)   | FND                          | 3.06.1994 | fg: 107 |
| BW                            | Straußenfarnvorkommen 1 u. 2              | Wechselburg (51° 0′ 22,6″ N, 12° 46′ 25,5″ O)  | FND                          | 3.06.1994 | fg: 108 |
| BW                            | Straußenfarnvorkommen 1 u. 2              | Wechselburg (51° 0′ 32,3″ N, 12° 46′ 0,3″ O)   | FND                          | 3.06.1994 | fg: 108 |

## Ehemalige Naturdenkmale
Link zu einem Kartenansichtstool, um Koordinaten zu setzen.
| Bild | Bezeichnung               | Lage                                          | Beschreibung | Datum              | Nummer |
| ---- | ------------------------- | --------------------------------------------- | --- | ------------------ | ------ |
| BW   | Hänge-Ulme in Wechselburg | Wechselburg (51° 0′ 17,9″ N, 12° 46′ 36,6″ O) | Hänge-Ulme – Ulmus Der Baum wurde 2016 gefällt; der Schutzstatus wurde per Verordnung vom 1. März 2019 aufgehoben | 28. September 2012 | ND 081 |